# أندجيفسكي
أندزهيييفسكيي (بالروسية: Анджиевский) هي مدينة في مقاطعة ستافروبول كراي في روسيا.